# Biodisponibilité (médecine)
Pour les articles homonymes, voir biodisponibilité.
 (décembre 2021).
En pharmacologie, la biodisponibilité est la proportion d'une substance qui atteint la grande circulation sanguine d'un organisme sous forme inchangée, en général un médicament. C'est un type d'absorption.
Par définition, lorsqu'un médicament est administré par voie intraveineuse, sa biodisponibilité est de 100 %,. Cependant, lorsqu'un médicament est administré par d'autres voies, sa biodisponibilité est souvent inférieure en raison de l'absorption dans les intestins par l'endothélium et de l'effet de premier passage. Ainsi, mathématiquement, la biodisponibilité est égale au rapport entre la comparaison de l'aire sous la courbe de la concentration plasmatique du médicament en fonction du temps (ASC) pour la formulation extravasculaire et l'ASC pour la formulation intravasculaire. L'ASC est utilisée car elle est proportionnelle à la dose qui a pénétré dans la grande circulation.
La biodisponibilité d'un médicament est une moyenne ; pour tenir compte de la variabilité de la population (en), l'écart-type est indiqué par ±. Pour s'assurer que la personne qui prend le médicament et dont l'absorption est faible reçoit une dose appropriée, la valeur inférieure de l'intervalle de déviation est utilisée pour représenter la biodisponibilité réelle et pour calculer la dose de médicament nécessaire pour que la personne qui prend le médicament atteigne des concentrations systémiques similaires à celles de la formulation intraveineuse. Pour doser sans connaître le taux d'absorption du consommateur, la valeur inférieure de l'intervalle de déviation est utilisée afin de garantir l'efficacité prévue, à moins que le médicament ne soit associé à une fenêtre thérapeutique étroite.
Pour les compléments alimentaires, les herbes et autres nutriments dont la voie d'administration est presque toujours orale, la biodisponibilité désigne généralement simplement la quantité ou la fraction de la dose ingérée qui est absorbée,,.
C'est un outil essentiel en pharmacocinétique, car la biodisponibilité doit être prise en considération lors du calcul des doses pour des voies d'administration autres qu'intraveineuse.

## Définition
La biodisponibilité est la mesure de la proportion de la dose de médicament administrée qui finit dans la circulation sanguine sans subir de métabolisation. Elle est parfois appelée par la lettre F.
La biodisponibilité peut être calculée en faisant l'intégration de la courbe d'un profil plasmatique appartenant à un médicament ou une formulation. Elle est indépendante d'autres facteurs pharmacocinétiques et donc ne suffit pas à entièrement caractériser la bioéquivalence.
On utilise aussi le terme de biodisponibilité en nutrition : elle signifie la part d'un nutriment présent dans un aliment qui est effectivement assimilée par l'organisme. Celle-ci varie en fonction de l'aliment et du régime alimentaire de la personne considérée. Paradoxalement, elle est indépendante de la richesse en nutriment : un aliment riche peut avoir une biodisponibilité inférieure à un aliment pauvre pour un nutriment donné (cas du zinc (nutriment) entravé par l'acide phytique).

## Biodisponibilité absolue
La biodisponibilité absolue mesure la disponibilité de la substance active dans la circulation systémique après une administration autre qu'intraveineuse (i.e rectale, transdermique, sous-cutanée, etc.).
Afin de déterminer la biodisponibilité absolue d'un médicament, une étude pharmacocinétique doit être menée pour obtenir une courbe représentant la concentration plasmatique de la substance active en fonction du temps. Ceci doit être réalisé deux fois : la première en intraveineuse (IV) et la deuxième selon la modalité de prise souhaitée. La biodisponibilité absolue est ainsi le rapport de la seconde sur la première, soit de l'aire sous la courbe (ASC) de la substance active dans la prise souhaitée  (i.e rectale, transdermique, sous-cutanée, perlinguale, etc.) sur l'ASC de référence de la substance active en IV.
{\displaystyle F={\frac {[ASC]_{\rm {prise~choisie}}*{\textrm {dose}}_{\rm {IV}}}{[ASC]_{\rm {IV}}*{\textrm {dose}}_{\rm {prise~choisie}}}}}
La biodisponibilité absolue correspond à la quantité et la vitesse qui caractérise le passage du médicament dans la circulation générale.

Le but de cette mesure est d'évaluer la fraction absorbée et l'effet de premier passage.
A noter : un médicament administré par voie intraveineuse aura une biodisponibilité absolue de 1 (F=1), soit 100 %. Les médicaments administrés par une autre voie ont habituellement une biodisponibilité absolue inférieure à 1.

## Biodisponibilité relative
La biodisponibilité relative évalue la quantité et la vitesse qui caractérise le passage du médicament dans la circulation générale lorsque plusieurs formes pharmaceutiques sont comparées à une forme de référence, ou pour la comparaison de plusieurs modes d'administration (per os versus voie rectale par exemple). Si la référence est l'I.V., cela revient à la biodisponibilité absolue.
{\displaystyle {\textrm {biodisp.\ relative}}={\frac {[ASC]_{\rm {A}}*{\textrm {dose}}_{\rm {B}}}{[ASC]_{\rm {B}}*{\textrm {dose}}_{\rm {A}}}}}
La biodisponibilité est souvent notée F avec (0%<F<100 %). L'exemple ci-contre montre différentes courbes pour diverses biodisponibilités avec une dose initiale de 10 mg et une demi-vie équivalente.

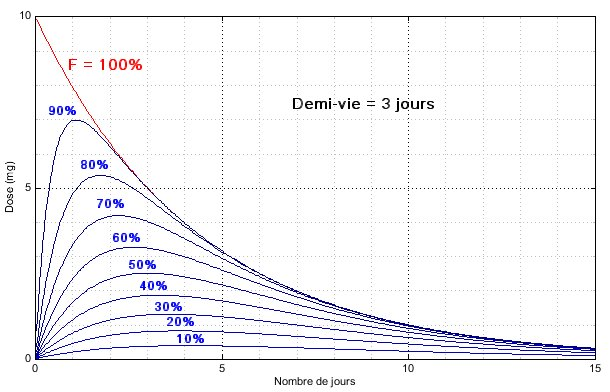
Evolution de la dose en fonction de la biodisponibilité

{\displaystyle {\textrm {dose}}(t)={\textrm {dose}}_{\rm {initiale}}\left(2^{-{\frac {t}{T_{1/2}}}}-2^{-{\frac {t}{T_{1/2}*(1-F/100)}}}\right)} où {\displaystyle T_{1/2}} est la demi-vie.

## Facteurs influençant la biodisponibilité
- la forme galénique
- la voie d'administration : si voie orale (per os) : 
  - modification de l'absorption intestinale,
  - modification de l'effet de premier passage hépatique (inhibiteur enzymatique, inducteur enzymatique),
  - prise à jeun ou non
  - rythme circadien
  - interactions médicamenteuses ou avec un aliment (jus de pamplemousse, …)
  - activité des transporteurs d'efflux (glycoprotéine P)
  - fonction hépatique altérée (âge, pathologie)